# Церква Святого Миколая (Біла)
Церква Святого Миколая в Білій — парафія і храм Великоглибочанського деканату Тернопільсько-Зборівської архієпархії Української греко-католицької церкви в с. Біла Тернопільського району Тернопільської області. Пам'ятка архітектури місцевого значення, охоронний номер 229/1.

## Історія
Найдавніші архівні відомості про храм Святого Миколая сягають 1601 року.
У 1832—1842 роках село Біла мало незалежну парафію. У 1844 році церква Святого Миколая була дочірньою церквою, у 1877 церква Білої була вже матірною, а в Чистилові і Плотичі були дочірні. За служіння о. Омеляна Застіржеща збудовано проборство.
На межі ХІХ—ХХ ст. парохом Білої був о. Амвросій Крушельницький, батько співачки Соломії Крушельницької. Останнім довоєнним нарохом села був о. Євген Алиськевич, якого у 1939 році радянська влада вигнала з проборства та репресувала.
За пароха о. Миколи Бутринського, парафія і храм у 1946 р. перейшли в РПЦ. Після 1960 року храм Святого Миколая державна влада закрила і його використовували як склад обласної друкарні.
Довший час греко-католицьке підпілля у Білій пов'язане зі служінням та життям у с. Біла репресованого підпільного священника о. Володимира Теленка (1908—1992). Кімната в його домі була підпільним храмом. 80 відсотків білівчан хрестив, вінчав, сповідав і причащав саме він. Наприкінці 1989 року на храмове свято Миколая першу Службу Божу відправили о. В. Теленко, новий парох Білої о. Василь Козій і ще два підпільні священники о. Василь Баран та о. Євстахій Смаль.
Церкву Святого Миколая відкрили в лютому 1989, коли ще тривав її ремонт. 12 грудня 1989 року на прохання парафіян із благословення владики Володимира Стернюка о. Смаль освятив відремонтований храм і престіл.
У 1994 р. о. Василь Козій освятив хрест під будівництво нового храму Покрови Пресвятої Богородиці, а на свято Покрови Пресвятої Богородиці в 1995 році о. Козій освятив каплицю на місці, де мав постати новий храм.
У 2004—2007 роках храм реставрували зовні і всередині. Його розписав відомий іконописець Тарас Гатала. На храмовий празник 19 грудня 2007 року тодішній єпископ (тепер митрополит) Василь (Семенюк) разом із громадою освятив престіл і відновлений храм.

## Дзвіниця

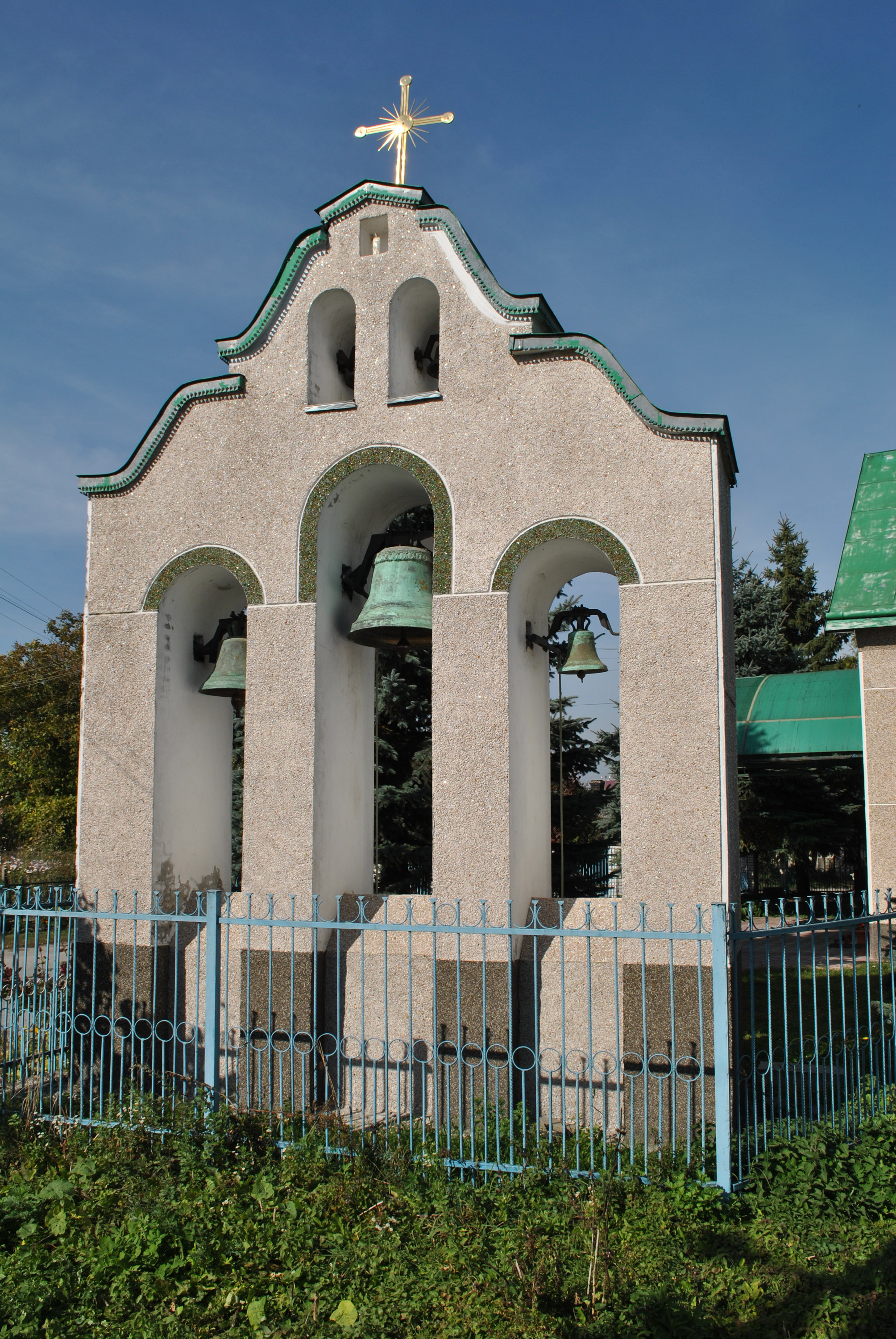
Дзвіниця церкви Святого Миколая

Пам'ятка архітектури місцевого значення, охоронний номер 229/2.
У 1995 році біля церкви Святого Миколая о. Смаль разом з громадою відкрив нову дзвіницю.

## Парафія
До парафії належать близько 600 осіб. У власності парафії є храм і Духовно-молодіжний центр.
Старшим братом є Володимир Піган. Катехизацію проводить Оксана Глинська.
На парафії діють братство «Апостольство молитви», спільнота «Матері в молитві», Вівтарна та Марійська дружини. Усі зібрання катехитичних груп відбуваються у спеціально призначеному для катехизації Духовному молодіжному центрі.

## Парохи
| Ім'я                       | Роки               | Коротка довідка                                    | Світлини |
| -------------------------- | ------------------ | -------------------------------------------------- | -------- |
| о. Іван Долінський         | 1844               | парох                                              |          |
| о. Омелян Застіржещ        | 1877               | адміністратор                                      |          |
| о. Амвросій Крушельницький | на межі ХІХ—ХХ ст. |                                                    |          |
| о. Іван Колянківський      | 1903—1937          |                                                    |          |
| о. Євген Алиськевич        | 1937—1941          |                                                    |          |
| о. Микола Бутринський      | 1941—1954          | за його служіння церква в 1946 році перейшла в РПЦ |          |
| о. Мельник                 | 1955—1960          |                                                    |          |
| о. Володимир Теленко       |                    | довший час служив підпільно                        |          |
| о. Євстахій Смаль          | на межі 1990-х     |                                                    |          |
| о. митрат Роман Гриджук    | від серпня 1996    |                                                    |          |

## Джерело
- Парафія с. Біла. Церква Святого Миколая // Тернопільсько-Зборівська архиєпархія. Парафії, монастирі, храми. Шематизм / Автор концепції Куневич Б.; керівник проєкту, науковий редактор Стоцький Я. — Тернопіль : ТОВ «Новий колір», 2014. — С. 116. : іл. — ISBN 978-966-2061-29-1.